# 너에게 난, 나에게 넌
〈너에게 난, 나에게 넌〉은 자전거 탄 풍경이 부른 노래이다. 자전거 탄 풍경의 1집 《자전거 탄 풍경》에 수록되었으며, 자전거 탄 풍경의 멤버 송봉주가 작곡하였다. 2003년에는 영화 《클래식》의 OST로 활용되며 대중의 많은 사랑을 받기도 했으며, 2018년에는 송봉주가 가사를 그림책으로 엮어낸 동명의 책도 발간되었다.

## 개요
자전거 탄 풍경이 2001년 발매한 1집 《자전거 탄 풍경》에 수록된 〈너에게 난, 나에게 넌〉은 발매 당시 큰 반향을 일으키지 못했으나, 2003년 영화 《클래식》의 메인 OST로 수록되면서 큰 인기를 끌게 되었다. 같은 해에는 전지현이 출연한 올림푸스의 디지털카메라 광고에 실리며 사람들에게 회자되었다. 자전거 탄 풍경의 멤버들은 〈너에게 난, 나에게 넌〉에 대하여 '자전거 탄 풍경의 존재 이유이며, 가장 대중과 소통할 수 있는 노래'라며 자평하기도 했다.
〈너에게 난, 나에게 넌〉은 2020년 방영된 《투유 프로젝트 - 슈가맨 시즌 3》 최종화의 소환곡으로 등장하며 시청자들에게 반향을 이끌어내기도 했다. 또한 같은 해 방영된 tvN의 드라마 《슬기로운 의사생활》 최종화의 마지막 OST로 시청자들에게 큰 인기를 끄는 한편, 각종 음원차트에서 1위를 차지하기도 했다.